# Little Norway
För andra betydelser, se Little Norway (olika betydelser).

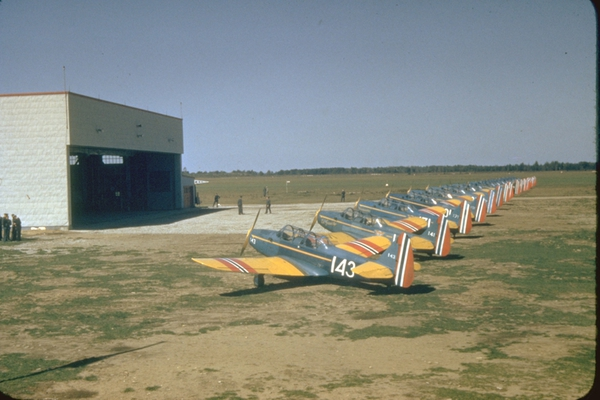
Skolflygplan med norska nationalitetsbeteckningar uppställda på Muskoka Airport, Ontario.

Little Norway (norska: Lille Norge) var det norska flygvapnets träningsläger och flygskola i Ontario, Kanada under andra världskriget. 

## Historia
Den norska exilregeringen i London ingick i juli 1940 ett avtal med Kanada om att få upprätta en flygskola och träningsläger för att utbilda norska stridsflygare. Lägret öppnades 10 november 1940 i Torontos hamnområde strax intill flygplatsen Island Airport. 1942 sålde man anläggningen till kanadensarna och flyttade utbildningslägret till Muskoka cirka 200 km norr om Toronto. I slutet av kriget upphörde verksamheten vid Little Norway och man flyttade till Winkleigh i Devon i Storbritannien.
För utbildningen använde man 30 stycken Curtiss 36 Hawk 75A-8 som var beställda till norska flygvapnet före kriget men ännu inte levererade. Dessa såldes till USAAF och ersattes av Fairchild PT-26 som var bättre lämpat flygplan för skolflygning.  
Dåvarande chefen Ole Reistad drog igång en insamlingskampanj bland Norgevänner och norrmän i exil. För de insamlade medlen köptes en fritidsanläggning ca 160 km norr om Toronto som döptes till Vesle Skaugum. Här uppförde man ett flertal hus och anläggningen användes både till fritidsaktiviteter och militärutbildning.  
När Thor Heyerdahl 1947 gav sig iväg på sin Kon-Tiki flotte var fyra av medlemmarna i expeditionen tidigare kurskamrater från Little Norway.